# 百分之十规定
百分之十规定（Top 10% Rule；Texas House Bill 588），官方名为众议院588号法案，是美国德克萨斯州1997年通过的法律。此法律规定高中成绩为最高百分之十之内的学生自动获得州立大学的录取。
在美国南部的种族隔离结束之后，德克萨斯州大学在录取时扶植黑人学生以获得校园的多样性。这不断受到成绩较高的白人学生的挑战。在Hopwood诉德克萨斯案中，以种族因素决定是否录取的扶植行动被判决为非法，之后这个法案被提出以取代有种族因素的录取标准。
这个法案有不少争议。支持者认为它保证了学生团体的多样性，采用这个条款的学校表现要比不采用这个条款的学校要好 。但是这个法案也使得一些在其他方面优秀的学生不能被旗舰学校自动录取。德克萨斯大学奥斯汀分校多年来一直主张依照这个法律规定录取的学生过多（2008年为81%）德克萨斯大学奥斯汀分校前校长Larry Faulkner建议给按照此法律录取的学生一半的生源配额，一些其他的教育者建议将百分比降低。但直到2009年为止德州议院都没有对法律做任何更改。
第81届德州议院在2009年5月批准了德克萨斯大学奥斯汀分校关于削减此法律录取的学生的生源的法案，德克萨斯大学奥斯汀分校将首先录取成绩在最高1%的学生，然后是最高2%的学生，如此类推，直到按照本法案录取的学生达到75%的新生配额。德州大学系统的校监Francisco G. Cigarroa和德克萨斯大学奥斯汀分校校长William C. Powers要求的是50%的配额，但是Dan Branch（R-Dallas）和Mike Villarreal（D-San Antonio）议员领导议员们达成了妥协。
Julie Berry Cullen领导的一项研究认为这个法律产生了一个不合理的奖励，学生会倾向于转学到一个成绩较差的学校以增加进入成绩最高百分之十的机会。